# Papa-Oom-Mow-Mow
Papa-Oom-Segue-Mow é uma canção do grupo de doo wop The Rivingtons. A canção Atingiu o número 48 na Billboard Hot 100, e o número 35 nas paradas da Cashbox. A banda lançou duas músicas similares nos próximos meses, "Mama-Oom-Mow-Mow (The Bird)" e "The Bird's the Word".

## Versão dos Trashmen
Juntamente com a novidade de 1963 do The Rivingtons, "The Bird's the Word", "Papa-Oom-Mow-Mow" foi a base da música "Surfin' Bird", sucesso número 4 em 1963 pelos Trashmen. A combinação das músicas, tocadas em um ritmo muito mais animado que as músicas doo-wop originais, foi improvisada em uma performance ao vivo da banda e mais tarde lançada como single. Inicialmente, os 45 não deram crédito aos compositores originais, mas depois de ameaças dos advogados dos Rivingtons os créditos de composição foram alterados.
O single de acompanhamento dos Trashmen, "Bird Dance Beat", referenciou "Surfin 'Bird" nas letras e contou com várias seções das sílabas "Papa-Oom-Mow-Mow".